# Elizabeth Berrington
Elizabeth Berrington (* 3. August 1970 in Wallasey) ist eine britische Theater- und Filmschauspielerin.

## Leben
Elizabeth Berrington wurde an der Webber Douglas Academy of Dramatic Art in London zur Schauspielerin ausgebildet. Ab 1993 hatte sie ihre ersten Auftritte in Filmen und Fernsehserien sowie seltener am Theater. In Nebenrollen spielte sie in Lügen und Geheimnisse (als „Jane“), Der kleine Vampir (als „Elisabeth“), Eine zauberhafte Nanny (als „Letitia“) und Brügge sehen … und sterben? (als „Natalie Waters“) mit.

## Filmografie (Auswahl)
- 1993: Nackt (Naked)
- 1996: Lügen und Geheimnisse (Secrets & Lies)
- 1996, 2001: The Bill (Fernsehserie, 3 Folgen)
- 1997–1999: My Wonderful Life (Fernsehserie, 23 Folgen)
- 1998: Silent Witness (Fernsehserie, 2 Folgen)
- 2000: Der kleine Vampir (The Little Vampire)
- 2000: Quills – Macht der Besessenheit (Quills)
- 2004: Vera Drake
- 2005: Eine zauberhafte Nanny (Nanny McPhee)
- 2006: Scoop – Der Knüller (Scoop)
- 2008: Brügge sehen … und sterben? (In Bruges)
- 2008: Agatha Christie’s Poirot – Die Katze im Taubenschlag (Fernsehserie, Folge Cat Among the Pigeons)
- 2008–2009: Moving Wallpaper (Fernsehserie, 18 Folgen)
- 2009–2011: Waterloo Road (Fernsehserie, 38 Folgen)
- 2011: Doctor Who (Fernsehserie, eine Folge)
- 2012: New Tricks – Die Krimispezialisten (New Tricks, Fernsehserie, Folge 9x08)
- 2013: Inspector Barnaby (Fernsehserie, Staffel 16, Folge 1)
- 2014: Mr. Turner – Meister des Lichts (Mr. Turner)
- 2018: Shakespeare & Hathaway – Private Investigators (Fernsehserie, Folge 1x03)
- 2019–2023: Good Omens  (Fernsehserie, 4 Folgen)
- 2019: Vera – Ein ganz spezieller Fall (Vera, Fernsehserie, Folge 9x03)
- 2019: Sanditon (Fernsehserie, 7 Folgen)
- 2021: Last Night in Soho
- 2021:  Spencer
- 2021–2023: The Nevers (Fernsehserie, 7 Folgen)
- 2022: Ridley (Fernsehserie, Folge 1x01)
- 2022: The Responder (Fernsehserie, 3 Folgen)
- 2022: The Pact (Fernsehserie, 5 Folgen)
- 2023: Grey Matter
- 2023: Fifteen-Love
- 2023: Henpocalypse! (Fernsehserie, 6 Folgen)
- 2023: Sex Education (Fernsehserie, 1 Folge)